# 주 애왕
동주 애왕 희거질(東周 哀王 姬去疾)은 주나라의 29대 왕이며, 정정왕의 장자이다.

## 사적
즉위한 지 3개월 만에 아우 숙습(叔襲)에게 시해되었다.
『수신기(搜神記)』 권6에는 애왕 8년에 정(鄭)나라 여자가 한꺼번에 40명의 자녀를 낳았는데, 그 가운데 20여 명만 장성해서 성인이 되었다는 기록이 있다.